# 沈める鐘の殺人
『沈める鐘の殺人』（しずめるかねのさつじん）は、赤川次郎の小説。「小説現代」1983年1月号に「沈める鐘」のタイトルで掲載され、同年5月に講談社ノベルスとして刊行された。1986年7月15日に講談社文庫として発行されている。2002年にはビクターインタラクティブソフトウェア（現マーベラスインタラクティブ）より「月の光 〜沈める鐘の殺人〜」としてゲーム化された。

## 登場人物
迎三千世（むかえ みちよ）
主人公。友人の紹介により、鐘園学院の教師となった。26歳。ゲーム版での名前は迎三千代（むかい みちよ）。
古谷公子
鐘園学院の教師。宿舎では三千世と同室。26歳。
中沢爽香
鐘園学院の2年生。
小牧忠男
三千世の元婚約者で、外資系の会社に勤めるエリートビジネスマン。28歳。
岡江多美子
鐘園学院の学院長。
岡江克二
多美子の息子。
高田百合
鐘園学院の事務長。多美子とは数十年来の友人。
大井
鐘園学院の物理教師。
成田
刑事。
尾形
成田の部下。

## 漫画版
月刊サスペリアミステリーにて連載。単行本はコンビニコミックのみ発売された。